# Альфонсо V (король Леону)
Альфонсо V Шляхетний (ісп. Alfonso V el Noble; бл. 994 —7 серпня 1028) — король Леону, Астурії та Галісії у 999—1028 роках.

## Біографія
Походив з династії Астур-Леон. Син Бермудо II, короля Леону, та Ельвіри Кастильської. Після смерті батька у 999 році стає новим королем, втім, з огляду на малолітство, владу перебрала його мати Ельвіра та гранд Менендо II Гонсалес. У 1002 році війська Леону в союзі з королівством Наварра завдали поразки військам візира аль-Мансура у битві при Каланьясорі. Лише після смерті Гонсалеса у 1008 році Альфонсо V зумів перебрати повну владу.
Альфонсо V виявився хоробрим воїном. Він зумів припинити набіги мусульман та відбити напади норманів. Після цього присвятив себе вирішенню внутрішніх справ. При ньому зміцнювалися міста, будувалися церкви, впорядковувалися закони.
1017 року в Леоні за ініціативи короля було скликано з'їзд дворян (кортес), на якому була проголошена фуерос — Хартія вольностей — для столиці та інші загальні закони. Їх було доповнено на новому з'їзді у 1020 році.
У 1028 році Альфонсо V пішов в черговий похід на маврів. У спекотний літній день, об'їжджаючи свої війська поблизу міста Візеу, яке було взято леонцями в облогу, Альфонсо V зняв панцир, в цей момент його було вбито стрілою. Поховано у базиліці Сан-Ісидоро.

## Родина
1. Дружина — Ельвіра, донька Менду II Гонсалвіша, графа Португальського
Діти:
- Санча (1016—1067), дружина Фернандо I, короля Кастилії
- Бермудо (1017—1037), король Леону у 1028—1037 роках

2. Дружина — Уррака Памплонська, донька Гарсія II, короля Наварри
Діти:
- Хімена (д/н—1036), дружина Фернандо Гундемаріса

2 бастарди